# August Jaeger (Unternehmen)
Die August Jaeger Nachf. GmbH & Co. KG ist ein Unternehmen, das einen Zustellgroßhandel, vier Lebensmittelmärkte unter der Marke HIT, zehn Tankstellen und die Produktion von Fleisch- und Wurstwaren unter der Marke Meister Blumberg betreibt. Der Firmensitz befindet sich in Engelskirchen.

## Geschichte
Im Jahr 1834 wurde Jaeger als Fuhrunternehmen gegründet. Ins Handelsregister wurde die Firma 1884 als Jaeger und Kattwinkel eingetragen. Nach dem Ausscheiden der Familie Kattwinkel im Jahr 1919 wurde diese unter dem Namen August Jaeger weitergeführt. Im selben Jahr übernahm Wilhelm Henn den Landproduktegroßhandel August Jaeger von der Witwe Jaeger. Als Namenszusatz wurde „Nachf.“ angefügt.
Paul Pilatzki trat 1945 in die Firma August Jaeger Nachf. ein. Er erhielt 1950 Prokura und leitete die Firma während Wilhelm Henn Landtagsabgeordneter war. Paul Pilatzki und die Tochter von Wilhelm Henn bekamen 1949 einen Sohn. Dieser trat nach seinem Studium 1975 in die Firma ein und wurde 1978 Gesellschafter. Er war es, der den Großverbraucherservice ausbaute und den Lebensmitteleinzelhandel sowie das Tankstellengeschäft aufbaute.
Seit 2003 arbeitet mit Hendrik Pilatzki die nächste Generation im Unternehmen mit. Dieser wurde 2008 Geschäftsführer neben seinem Vater Reinhard.

## Heute
Für den Zustellgroßhandel betreibt Jaeger in Engelskirchen ein 4.000 m² großes Zentrallager und einen angegliederten C+C-Abholmarkt mit 1.500 m². Beliefert werden Gastronomie und Hotellerie sowie Großküchen in Krankenhäusern, Altenheimen und Industriebetrieben. Jaeger ist Mitglied der Intergast in Offenburg, einem Zusammenschluss von 40 mittelständischen Lebensmittel-Großhändlern.